# Гейл, Эрнест Фредерик
Эрнест Фредерик Гейл (англ. Ernest Frederick Gale; 15 июля 1914, Лутон, Бедфордшир — 7 марта 2005) — британский микробиолог, профессор химической микробиологии в Кембриджском университете. Сыграл значительную роль в изучении молекулярных основ действия антибиотиков. Изучал дезаминазы и декарбоксилазы бактерий, что привело к открытию пиридоксальфосфата.
Член Лондонского королевского общества (1953).

## Биография
Эрнест Гейл родился 15 июля 1914 года в Лутоне (графство Бедфордшир, Англия) и был единственным ребенком в семье Эрнеста Франсиса Эдварда Гейла, бухгалтера, и Нелли Анни Гейл (в девичестве Томлин). Вместе с семьей переехал в Уэстон-сьюпер-Мэр, где получил образование в окружной школе. Благодаря учителю химии, Дж. Р. Хэю, который показал Гейлу важность новой и быстрорастущей ветви химии — биохимии, юноша заинтересовался предметом и решил продолжить свое обучение в университете.
В 1933 году Гейл поступил в Кембриджский университет, который закончил в 1936 году по специальности биохимия. После окончания университета он получил грант от Медицинского Исследовательского Совета (MRC) и начал работать над докторской диссертацией под руководством Марджори Стефенсон.
В 1939 году Гейл получил степень доктора философии (Ph.D.). Темой его исследования было изучение дезаминирования ряда аминокислот.
В 1943 году он стал сотрудником MRC.

## Научная деятельность

### Изучение дезаминирования и декарбоксилирования аминокислот в бактериях
В начале своей научной карьеры Гейл изучал ферменты ряда дезаминаз и декарбоксилаз аминокислот. Он показал, что активность этих ферментов сильно зависит от рН среды: в то время как рост в нейтральной или слегка щелочной среде приводит к дезаминированию аминокислот, рост в кислой среде приводит к декарбоксилированию в соответствующие амины. Возраст культуры также оказывал сильный эффект на активность этих ферментов, которая отсутствовала на ранних стадиях роста. К 1940 году, всего через четыре года его научной карьеры, он опубликовал две короткие серии статей, «Факторы, влияющие на дезаминирование в бактериях» и «Производство аминов бактериями», а также отдельные статьи по указанным ферментативных процессам и его первый обзор, в котором он кратко обобщил свои взгляды на развитие химической микробиологии. В своем втором обзоре в 1943 году. Гейл впервые высказал идею о существовании адаптивных ферментов, синтезирующихся только тогда, когда рост происходит в присутствии специфических субстратов. Впоследствии Моно и его коллеги в Институте Пастера исследовали механизм индукции ферментов.
Его интерес к катаболизму аминокислот привел к его исследованиям по ассимиляции аминокислот, включая их транспорт, биосинтез и соединение в белки, данной темой он занимался в течение следующих двух десятилетий. Это был очень продуктивный период, в течение которого Эрнест Гейл выделил и очистил несколько декарбоксилаз аминокислот, специфичных для разных субстратов. Во время процедуры очистки четырех ферментов белок распался в апобелок и кофактор, который Гейл назвал кодекарбоксилазой, который он определил с Джеймсом Баддили в качестве пиридоксальфосфата.
Его исследования декарбоксилаз аминокислот привели к разработке быстрого и точного метода оценки свободных аминокислот в белковых гидролизатах. В свою очередь это способствовало изучению движения аминокислот внутрь и наружу из бактериальных клеток. Вскоре он понял, что аминокислоты вводятся в бактерии различными механизмами: так, поглощение глутаминовой кислоты было активным механизмом и требовало энергии, в то время как лизин проникал в клетку с помощью диффузии.

### Изучение механизма действия антибиотиков
У Гейла были и другие, потенциально более прикладные интересы в дополнение к его чисто академическим исследованиям. По инициативе Гейла был создан подотдел химической микробиологии, целью которого стало выяснение более детальных аспектов строения микроорганизмов и механизмов действия антибиотиков, в частности, достаточно селективных для того, чтобы быть полезными в клинической практике.
Исследование роста бактерий S. aureus в возрастающих концентрациях пенициллина привело в конечном итоге к появлению высокорезистентного организма со многими из свойств стафилококков за исключением того, что этот организм стал грамотрицательным и больше не требовал аминокислот для роста.
Начиная с конца 1940-х годов Гейл опубликовал большое количество статей с общим названием «Ассимиляция аминокислот бактериями». Он обнаружил увеличение количества белка в случае, когда все аминокислоты присутствуют в инкубации, а также увеличение содержания нуклеиновых кислот в присутствии смеси пуринов и пиримидинов. Синтез белка также увеличивался при этом условии, что позволило ему показать корреляцию между скоростью синтеза белка и содержанием нуклеиновых кислот в клетках. Он продолжил эти исследования, включив ряд антибиотиков в инкубаторы, и показал, что хлорамфеникол, ауреомицин и террамицин ингибируют синтез белка, в то время как пенициллин оказывает незначительное влияние на этот процесс. К 1952 году Гейл обозначил ряд способов, которыми бактерии могут стать устойчивыми к антибиотикам, в том числе "способность разрушать или инактивировать препарат; модифицировать поверхностные структуры для предотвращения проникновения антибиотика; приобретение альтернативного пути метаболизма; увеличение концентрации природного антагониста (например, конкурентных ингибиторов); мутации ферментов, ингибируемых антибиотиком.
Затем, по запросу MRC, Гейл изменил направление своих исследований, перейдя от изучения антибактериальных агентов к изучению действия противогрибковых препаратов. В течение последних 10 лет работы в лаборатории он изучал эффекты полиенов в Candida albicans, сосредоточившись на фенотипической устойчивости, приобретенной культурами в стационарной фазе. Вместе с коллегами он показал, что усложнение структуры β-глюканов в клеточной стенке Candida приводит к более эффективному барьеру для прохождения полиенов к их мишеням в мембране.

## Личные качества
Эрнест Гейл был скромным, вежливым человеком, обладающим чувством справедливости. Он не переносил ошибки и неточности в научных работах и всегда настаивал на том, чтобы все эксперименты были описаны в мельчайших деталях .

## Семья, последние годы жизни
В 1937 году он женился на любви своего детства, Эйри, преданной ему в течение 66 лет до самой смерти.
После выхода на пенсию Гейл поселился в Солкомбе, занимался ходьбой и плаванием, чтением триллеров вместо научных работ, а также развивал свои навыки в резьбе по дереву, особенно животных — так он создал Ноев ковчег со всеми зверьми для своей первой внучки. Последние годы жизни Эрнеста были, к сожалению, омрачены почти полной потерей памяти. Он скончался от пневмонии, которую, по иронии судьбы, нельзя было в то время вылечить антибиотиками, которые он изучал в течение своей профессиональной деятельности.

## Интересные факты
- Первый полученный образец пенициллина Гейл потратил на лечение умирающей медсестры[1].
- Изучал влияние героина и другие производных морфина на метаболизм золотистого стафилококка[25]. Вокруг факультета биохимии ходили истории о том, что профессор Гейл пытался создать жуков-наркоманов и что крысы, живущие в коллекторе под факультетом, получали дозы героина из отходов лаборатории[1].ប្រវត្តិនៃការចូលមកក្នុងការរួមភេទគីមីវិទ្យា
- Присутствуя на защите работы, в которой были представлены неверные выводы, Гейл передал студенту диссертацию и пару ножниц и сказал, что, если вызывающая неодобрение глава будет физически удалена из диссертации, он одобрит присуждение кандидатской степени[1].